# Cristian Mungiu
Cristian Mungiu, född 27 april 1968 i Iași, är en rumänsk filmregissör.
Mungiu långfilmsdebuterade 2002 med filmen Occident. 2007 fick han sitt stora internationella genombrott då han belönades med Guldpalmen vid Filmfestivalen i Cannes för filmen 4 månader, 3 veckor och 2 dagar. Filmen utsågs även som bästa film under Stockholms filmfestival och fick också pris som bästa film och Mungiu regipriset av Europeiska filmakademin.
Hans film Bortom bergen hade premiär vid Cannesfestivalen 2012.
Mungiu har även arbetat som lärare och journalist. Han är yngre bror till Alina Mungiu-Pippidi.

## Filmregi i urval
- 2002 – Occident
- 2007 – 4 månader, 3 veckor och 2 dagar
- 2009 – Skrönor från de gyllene åren
- 2012 – Bortom bergen
- 2016 – Prövningen
- 2022 – R.M.N. – Kall vinter